# Sveto Deković
Sveto Deković (Kotor, 1973.), crnogorski karataš iz Donje Lastve pored Tivta, dužnosnik Hrvata iz Crne Gore. Sin je Zvonimira Dekovića, jednoga od visokih dužnosnika Hrvatske građanske inicijative (HGI), stranke koja okuplja Hrvate u Crnoj Gori, poglavito one u Boki kotorskoj. Dekovićeva obitelj živi u Donjoj Lastvi. 

## Životopis
Rodio se je 1973. u Kotoru u obitelji crnogorskih Hrvata, od oca Zvonimira i Majke Senke rođ. Marković, oboje iz Donje Lastve. U trinaestoj godini pristupio je školi tradicionalnog šotokan karatea u Tivtu. Živi i radi u Tivtu.

### Športska karijera
Prvo je radio u klasičnom, šotokan stilu karatea koji trenira od 13. godine u rodnom Tivtu. Počeo je nastupati za čačanski borac na poziv europskog prvaka Slavoljuba Pipera. Čačanski je Borac u doba Jugoslavije uz podgoričku Budućnost, sarajevsku Bosnu i zagrebački Tempo činio četverac najjačih karataških klubova u ondašnjoj SFRJ.
Svjetski je prvak u kjokušinkai karateu. Svjetski je uspjeh postigao kao pod zastavama Jugoslavije, Srbije i Crne Gore. Prvak kupa Mas Oyama Gold, Vancouverskog kupa, Sjeverne Amerike, Europe i sudionik 7. i 8. (1999. i 2003.) Svjetskog otvorenog prvenstva u Tokiju.
Svjetski je kup osvojio više puta, dvaput u Montrealu, u veljači 1998. i ožujku 2001. godine. U Vancouveru je svjetski kup osvojio u prosincu 2000. godine. Priznanje je dobio pozivom za sudjelovanje na večeri borilačkih vještina (Budo gala Versi) u Parizu 2002., pored 32 najbolja borca na svijetu. 
Sudionik europskog prvenstva u Sentešu 2001. godine, a pohod ka naslovu zaustavila je ozljeda u prvoj borbi. Na EP 2005. u Beogradu ozljeda ga je opet zaustavila u pohodu k naslovu i to nakon što je već pobijedio poljskog i rumunjskog i onda aktualnog svjetskog prvaka. Nositelj je crnog pojasa treći dan, ponosan što ga je zavrijedio zadovoljivši kriterije Hidetake Nišijame, sudionika legendarnog Funakošija.
Sudionik dvaju svjetskih prvenstava, 1999. g. i 2003. godine. Natjecao se je u apsolutnoj kategoriji koja se u skladu s pravilima kjokušina održavaju u Tokiju.

### Politička karijera
Uključio se u politički život Hrvata Crne Gore preko Hrvatske građanske inicijative (HGI). Ušao je na kandidacijsku listu HGI za izbor odbornika u Skupštini Tivta i Herceg Novog 6. travnja 2008.
Uz Dekovića na listi su: Marija Vučinović, Mato Marović, Mato Krstović, Božo Nikolić, Zvonimir Deković, Miroslav Franović, Andrija Krstović, Jakov Kokeza, Darija Žegura, Anto Biskupović, Ivica Božinović, Rafael Sindik, Nikola Počanić, Antun Petković, Gajo Kovačević, Vicko Petković, Jasna Kokeza, Antun Andrić, Anto Perčin, Marijo Golub, Milan Franović, Sveto Deković, Boško Vuksanović, Damir Petković, Gracija Vučinović, Ivan Andrić, Marinko Drmić, Dejan Matković, Mladen Božinović, Anton Perušina, Milan Golub, Zoran Vojnić.

## Nagrade i priznanja
1999. g., i 2000. g. je bio najbolji športaš Tivta. 1999. je godine dobio Novembarsku nagradu grada Tivta. Budo savez Crne Gore proglasio ga je najboljim natjecateljem 2003. godine.
Za izuzetan doprinos japanskim borilačkim vještinama Budo savez Crne Gore dodijelio mu je 2002. g. zlatni kimono, a sedmoga travnja 2006. g. za razvoj borilačkih športova u Crnoj Gori uručit će mu se nagrada za životno djelo. Novinar Slavko Krstović pisao je o Dekoviću u svojoj knjizi "Sport u Tivtu - mladost jedne povijesti"